# Havoc and Bright Lights
Havoc and Bright Lights è l'ottavo album (sesto album pubblicato in tutto il mondo) della cantautrice canado-statunitense Alanis Morissette. L'album, è il primo per la Morissette pubblicato dalla Collective Sounds e distribuito dalla Sony Music Entertainment. È stato prodotto da Guy Sigsworth, che aveva già prodotto il precedente album della cantante, Flavors of Entanglement, e da Joe Chiccarelli.

## Nascita dell'album
Nel giugno 2011 Guy Sigsworth, già produttore dell'album di Alanis Morissette Flavors of Entanglement, scrisse su Twitter che si trovava a Los Angeles al lavoro assieme ad "una certa signora canadese straordinaria".
Il 28 febbraio Alanis Morissette condivise un video del maggio precedente in cui lei incideva una canzone, con la voce di Sigsworth fuori scena, confermando il fatto che stavano lavorando insieme.
Nel maggio 2011 Alanis Morissette filtrò una canzone co-scritta con Sigsworth intitolata Into a King in occasione del suo primo anniversario di matrimonio. Incise inoltre Magical Child per la compilation Every Mother Counts. Nel novembre 2011 la Morissette presenziò agli American Music Award, dichiarando di aver scritto 31 canzoni e che doveva solo sceglierne dodici per l'album.
Il magazine Rolling Stone annunciò in anteprima che il nuovo album di Alanis sarebbe stato pubblicato nel giugno 2012, e annunciò i titoli di due canzoni: Havoc e Celebrity. Il magazine aggiunse che praticamente ogni canzone possedeva un ritornello incredibile. A maggio Billboard annunciò che l'album sarebbe uscito il 28 agosto 2012 attraverso Collective Sounds. L'album è stato distribuito dalla Sony RED. Il 23 maggio l'album fu acquistabile su Amazon.com.

## Recensioni
| Recensione      | Giudizio   |
| --------------- | ---------- |
| AllMusic        | [ 8 ]      |
| BBC Music       | favorevole |
| Boston Globe    | favorevole |
| Consequence     | [ 11 ]     |
| ContactMusic    | (8/10)     |
| DigitalSpy      | [ 13 ]     |
| NME             | (2/10)     |
| Rolling Stone   | [ 15 ]     |
| Slant Magazine  | [ 16 ]     |
| The Independent | negativa   |

Havoc and Bright Lights riscontrò recensioni di vario tipo da parte della critica musicale, ad oggi l'album di Alanis Morissette che ha riscontrato nel complesso il maggior numero di critiche negative. Molti critici lodarono il sound più maturo e solare dell'album. Holly Gleason di Paste diede una recensione positiva. La giornalista dichiarò: "Venti anni dopo, la mutevole cantautrice abbraccia lo stesso concetto ibrido di introspezione e sound netto che sono tutto ma non propriamente cantautorali. [Havoc and Bright Lights] tratta di aiuto, libertà e rifugio [...] Senza essere eccessivamente elaborata o al suo meglio, ci invita verso un mondo assai più elegante e onesto." Sarah Rodman di The Boston Globe lodò l'album per i suoi toni "scattanti, melodiosi, caldi e sinceri", e la produzione. Tuttavia criticò alcuni dei testi, come quelli di Celebrity e Win and Win per essere "cretini". Nick Levine di BBC Music dichiarò che l'album inaugura una "[Alanis] Morissette più dolce". Tuttavia definì la produzione "troppo levigata". Stephen Thomas Erlewine di AllMusic scrisse che l'album "è lenitivo come un sonnellino la domenica pomeriggio o un bagno caldo: è musica adatta per quando sai di essere esattamente dove volevi essere."
Tuttavia l'album riscosse anche vari commenti negativi, a causa dello stile musicale e del contenuto dei testi, che parlavano di spiritualità e maternità. Jonathan Keefe di Slant Magazine lodò la svolta musicale della cantante canadese, definendola il suo "materiale migliore", ma aggiunse che "sfortunatamente, troppe delle canzoni di Havoc mancano di quella specificità dell'inimitabile Morissette [...] per la maggior parte dell'album suona come in meditazione." Hermione Hoby di The Observer scrisse: "[Alanis Morissette] sembra essere molto felice e molto presa dal suo ruolo di madre. Il che è fantastico per lei, ma meno per la sua musica", e aggiunse che "Per la maggior parte tutte queste canzoni mancano di mordente, trascinandosi attraverso soft rock fiacco e sentimenti più soft ancora."  Joseph Viney di Sputnikmusic criticò i testi dell'album, nello special modo il contenuto della canzone Celebrity, e ritenne che l'album fosse stato eccessivamente smussato dalla produzione. Scrisse: "Nemmeno una produzione dichiaratamente astuta può trascinare l'album fuori dal fango." Hayley Avron di NME assegnò all'album un voto di 2 su 10. L'unica canzone apprezzata dalla giornalista fu "Woman Down", mentre il resto dell'album fu definito "poesia adolescenziale, servita su un letto di cliché soft-rock." Simon Price di The Independent scrisse una recensione molto negativa, assegnando una stella su cinque. Criticò i toni leggeri dell'album scrivendo "la Morissette è il tipo di donna che fa yoga per potersi ancora guardare l'ombelico", snobbò i testi, la produzione e l'inclusione di tematiche spirituali e religiose.

## Formazione
- Alanis Morissette – voce, cori
- Matt Chamberlain – batteria
- Victor Indrizzo – batteria, percussioni
- Paul Bushnell – basso
- Sean Hurley – basso
- Jeff Babko – tastiere
- Joe Chiccarelli – tastiere, programmazione della batteria
- Zac Rae – tastiere
- Guy Sigsworth – tastiere, programmazione della batteria
- Chris Elms – chitarra elettrica, chitarra acustica, ulteriori programmazioni
- David Levita – chitarra elettrica
- Tim Pierce – chitarra elettrica, chitarra acustica
- Lyle Workman – chitarra elettrica
- Mike Daly – chitarra acustica
- David Campbell – arrangiamenti dei legni in Havoc
- Lili Haydn – violino in Numb

## Tracce
Edizione standard
1. Guardian – 4:18
2. Woman Down – 3:36
3. 'Til You – 4:07
4. Celebrity – 4:01
5. Empathy – 4:00
6. Lens – 4:08
7. Spiral – 4:17
8. Numb – 4:10
9. Havoc – 5:53
10. Win and Win – 5:01
11. Receive – 4:28
12. Edge of Evolution - 4:29

Tracce bonus nella Deluxe Version
1. Will You Be My Girlfriend? - 4:09
2. Magical Child - 5:07
3. Jekyll and Hyde (feat. Souleye) - 2:43

Tracce bonus nella versione Target
16. Big sur - 4:06
17. Guru (feat. Souleye) - 4:07
18. Permission - 3:43
Traccia bonus nella versione americana di Amazon
19. Tantra - 5:33
Traccia bonus nella versione giapponese
20. No - 4:28
Tracce bonus (Deluxe Edition) su iTunes
20.  I Remain (Segue 1) [Live in Berlin] - 2:48
21. Woman Down (Live In Berlin) - 3:32
22. You Learn (Live In Berlin) - 4:45
23. Guardian (Live In Berlin) - 4:59
24. Hands Clean (Live In Berlin) - 4:48
25. Citizen of the Planet (Live In Berlin) - 4:47
26. Ironic (Live In Berlin) - 4:08
27. Head Over Feet (Live In Berlin) - 4:58
28. You Oughta Know (Live In Berlin) - 5:30
29. Numb (Live In Berlin) - 6:25
30. Hand In My Pocket (Live In Berlin) - 5:15
31. Uninvited (Live In Berlin) - 5:58
32. You Learn (Video) [Live In Berlin] - 4:46
33. Guardian (Video) [Live In Berlin] - 5:02
34. Ironic (Video) [Live In Berlin] - 4:10
35. Head Over Feet (Video) [Live In Berlin] - 4:59
36. You Oughta Know (Video) [Live In Berlin] - 5:33
37. Numb (Video) [Live In Berlin] - 6:24
38. Hand In My Pocket (Video) [Live In Berlin] - 5:11
39. Uninvited (Video) [Live In Berlin] - 6:38
40. Guardian (Music Video) - 4:18
41. Making of "Guardian" - 3:13
Tutte le tracce sono state scritte da Alanis Morissette e Guy Sigsworth, e prodotte da quest'ultimo e Joe Chiccarelli.

## Successo commerciale
Il 1º settembre 2012, Havoc and Bright Lights ha debuttato nella classifica dei Paesi Bassi, della Vallonia e delle Fiandre, rispettivamente al 2º, 22º e 17º posto. In Francia, l'album ha ottenuto una discreta vendita nella prima settimana (3 076 copie), debuttando alla 20ª posizione mentre nel Regno Unito debutta alla 12ª con una vendita pari a 5 778 copie.
In Italia, Havoc and Bright Lights debutta alla prima posizione nella classifica ufficiale italiana nella settimana che raccoglie i dati di vendita dal 27 agosto al 2 settembre 2012. È un ritorno al primato per la cantante, infatti, anche Under Rug Swept, pubblicato nel 2002, aveva raggiunto la 1ª posizione.
Negli Stati Uniti, l'album ha fatto la sua entrata direttamente alla 5ª posizione con una vendita pari a 33 000 copie mentre in Canada ha raggiunto la prima posizione con 6 000 copie vendute.

## Classifiche

### Classifiche settimanali
| Classifica (2012) | Posizione massima |
| ----------------- | ----------------- |
| Austria           | 1                 |
| Belgio (Fiandre)  | 6                 |
| Belgio (Vallonia) | 5                 |
| Canada            | 1                 |
| Francia           | 20                |
| Finlandia         | 15                |
| Germania          | 2                 |
| Giappone          | 187               |
| Irlanda           | 6                 |
| Italia            | 1                 |
| Paesi Bassi       | 2                 |
| Portogallo        | 27                |
| Regno Unito       | 12                |
| Spagna            | 9                 |
| Stati Uniti       | 5                 |
| Svizzera          | 1                 |

### Classifiche annuali
| Classifica (2012) | Posizione |
| ----------------- | --------- |
| Austria           | 64        |
| Germania          | 43        |
| Svizzera          | 85        |

## Date di pubblicazione
| Paese           | Data             | Formato/i             | Etichetta                | Edizione/i |
| --------------- | ---------------- | --------------------- | ------------------------ | ---------- |
| Giappone        | 22 agosto 2012   | CD, download digitale | Universal Music Group    |            |
| Austria         | 24 agosto 2012   | CD, download digitale | /                        |            |
| Belgio          | 24 agosto 2012   | CD, download digitale | /                        |            |
| Finlandia       | 24 agosto 2012   | CD, download digitale | /                        |            |
| Germania        | 24 agosto 2012   | CD, download digitale | Columbia Records         |            |
| Irlanda         | 24 agosto 2012   | CD, download digitale | Sony Music Entertainment |            |
| Israele         | 24 agosto 2012   | CD, download digitale | /                        |            |
| Lussemburgo     | 24 agosto 2012   | CD, download digitale | /                        |            |
| Paesi Bassi     | 24 agosto 2012   | CD, download digitale | /                        |            |
| Norvegia        | 24 agosto 2012   | CD, download digitale | /                        |            |
| Svizzera        | 24 agosto 2012   | CD, download digitale | /                        |            |
| Bulgaria        | 27 agosto 2012   | CD, download digitale | /                        |            |
| Repubblica Ceca | 27 agosto 2012   | CD, download digitale | /                        |            |
| Danimarca       | 27 agosto 2012   | CD, download digitale | /                        |            |
| Francia         | 27 agosto 2012   | CD, download digitale | Jive Epic                |            |
| Ungheria        | 27 agosto 2012   | CD, download digitale | /                        |            |
| Portogallo      | 27 agosto 2012   | CD, download digitale | /                        |            |
| Russia          | 27 agosto 2012   | CD, download digitale | /                        |            |
| Regno Unito     | 27 agosto 2012   | CD, download digitale | Columbia Records         |            |
| Argentina       | 28 agosto 2012   | CD, download digitale | /                        |            |
| Brasile         | 28 agosto 2012   | CD, download digitale | LAB 344                  |            |
| Canada          | 28 agosto 2012   | CD, download digitale | Universal Music Group    |            |
| Cile            | 28 agosto 2012   | CD, download digitale | /                        |            |
| Cina            | 28 agosto 2012   | CD, download digitale | /                        |            |
| Hong Kong       | 28 agosto 2012   | CD, download digitale | /                        |            |
| Indonesia       | 28 agosto 2012   | CD, download digitale | /                        |            |
| Italia          | 28 agosto 2012   | CD, download digitale | /                        |            |
| Malaysia        | 28 agosto 2012   | CD, download digitale | /                        |            |
| Filippine       | 28 agosto 2012   | CD, download digitale | /                        |            |
| Polonia         | 28 agosto 2012   | CD, download digitale | /                        |            |
| Sudafrica       | 28 agosto 2012   | CD, download digitale | /                        |            |
| Corea del Sud   | 28 agosto 2012   | CD, download digitale | /                        |            |
| Spagna          | 28 agosto 2012   | CD, download digitale | Sony Music Entertainment |            |
| Taiwan          | 28 agosto 2012   | CD, download digitale | /                        |            |
| Thailandia      | 28 agosto 2012   | CD, download digitale | /                        |            |
| Stati Uniti     | 28 agosto 2012   | CD, download digitale | Collective Sounds        |            |
| Svezia          | 29 agosto 2012   | CD, download digitale | /                        |            |
| Australia       | 31 agosto 2012   | CD, download digitale | Sony Music Entertainment |            |
| Nuova Zelanda   | 31 agosto 2012   | CD, download digitale | /                        |            |
| Grecia          | 3 settembre 2012 | CD, download digitale | /                        |            |
| Turchia         | 4 settembre 2012 | CD, download digitale | /                        |            |

## The Guardian Angel Tour
Il Guardian Angel Tour è il tour che Alanis Morissette intraprese per supportare il suo album Havoc and Bright Lights. Ad aprire i concerti per la superstar canadese fu Mario 'MC Souleye' Treadway.
Il tour si estese da giugno a novembre 2012. Alanis Morissette si esibì in Europa, America del Nord e America del Sud, con concerti nel Regno Unito, Francia, Svizzera, Belgio, Paesi Bassi, Germania, Austria, Repubblica Ceca, Italia e Brasile.

### Scaletta del tour

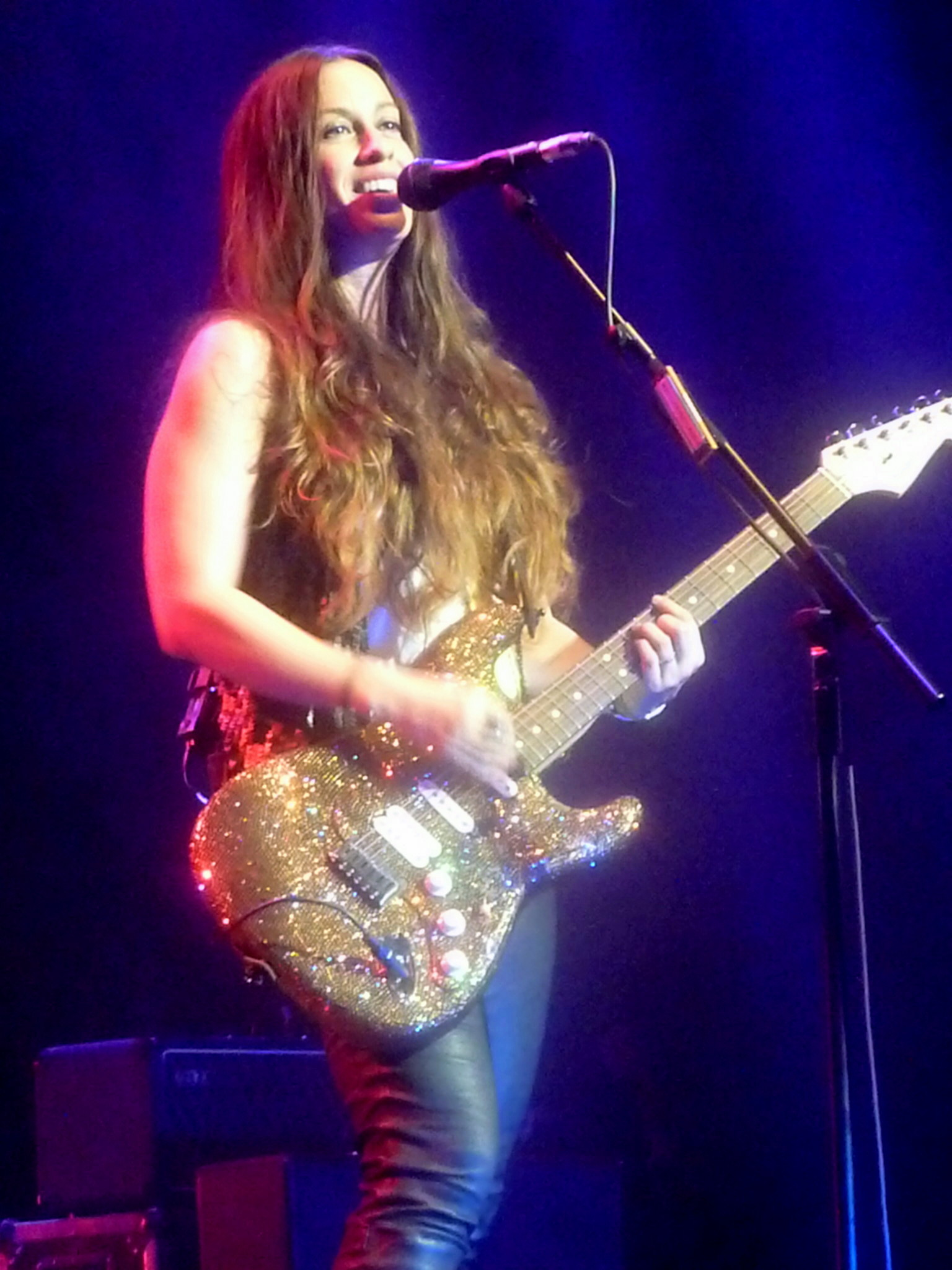
Alanis Morissette in concerto a Parigi.

1. I Remain (parte 1)
2. Woman Down
3. All I Really Want
4. You Learn
5. Guardian
6. Flinch
7. Forgiven
8. Hands Clean
9. I Remain (parte 2)
10. Citizen of the Planet
11. Ironic
12. Havoc
13. Head Over Feet
14. Versions of Violence
15. I Remain (parte 3)
16. 21 Things I Want in a Lover
17. You Oughta Know
18. Numb
19. Hand in My Pocket
20. Uninvited
21. Thank U

### Date del Tour
| Europa            |                      |             |                                             |
| 25 giugno 2012    | Birmingham           | Regno Unito | O2 Academy SOLD OUT                         |
| 26 giugno 2012    | Manchester           | Regno Unito | Apollo SOLD OUT                             |
| 27 giugno 2012    | Londra               | Regno Unito | Brixton Academy SOLD OUT                    |
| 30 giugno 2012    | Parigi               | Francia     | Zenith                                      |
| 2 luglio 2012     | Montreux             | Svizzera    | Stravinski Hall                             |
| 3 luglio 2012     | Lione                | Francia     | La Halle                                    |
| 4 luglio 2012     | Strasburgo           | Francia     | Zenith                                      |
| 6 luglio 2012     | Rouen                | Francia     | Zenith                                      |
| 7 luglio 2012     | Sottegem             | Belgio      | Rock Zottegem Festival                      |
| 8 luglio 2012     | Weert                | Paesi Bassi | Bospop Festival                             |
| 10 luglio 2012    | Berlino              | Germania    | Zitadelle                                   |
| 13 luglio 2012    | Vienna               | Austria     | Arena Open Air                              |
| 14 luglio 2012    | Ostrava              | Rep. Ceca   | Colours of Ostrava Festival                 |
| 16 luglio 2012    | Gockhausen           | Svizzera    | Live At Sunset                              |
| 17 luglio 2012    | Piazzola sul Brenta  | Italia      | Anfiteatro Camerini                         |
| 18 luglio 2012    | Milano               | Italia      | Gallop Racecourse                           |
| 20 luglio 2012    | Firenze              | Italia      | Anfiteatro Cavea                            |
| 21 luglio 2012    | Roma                 | Italia      | CAVEA                                       |
| Nord America      |                      |             |                                             |
| 25 agosto 2012    | Montclair            | Stati Uniti | The Wellmont Theatre SOLD OUT               |
| 26 agosto 2012    | Huntington           | Stati Uniti | The Paramount SOLD OUT                      |
| 29 agosto 2012    | Atlantic City        | Stati Uniti | House of Blues                              |
| Sud America       |                      |             |                                             |
| 2 settembre 2012  | San Paolo            | Brasile     | Credicard Hall SOLD OUT                     |
| 3 settembre 2012  | San Paolo            | Brasile     | Credicard Hall SOLD OUT                     |
| 5 settembre 2012  | Curitiba             | Brasile     | Master Hall                                 |
| 7 settembre 2012  | Rio de Janeiro       | Brasile     | Citibank Hall                               |
| 9 settembre 2012  | Belo Horizonte       | Brasile     | Chevrolet Hall                              |
| 12 settembre 2012 | Recife               | Brasile     | Chevrolet Hall                              |
| 14 settembre 2012 | Belém                | Brasile     | Cidade da Folia                             |
| 16 settembre 2012 | Goiânia              | Brasile     | Goiânia Arena                               |
| Nord America      |                      |             |                                             |
| 24 settembre 2012 | San Diego            | Stati Uniti | Humphrey's By The Bay                       |
| 26 settembre 2012 | Pomona               | Stati Uniti | Pomona Fox Theater                          |
| 29 settembre 2012 | Las Vegas            | Stati Uniti | Desert Breeze Park Main Stage               |
| 2 ottobre 2012    | Big Sur              | Stati Uniti | Henry Miller Library SOLD OUT               |
| 4 ottobre 2012    | Vancouver            | Canada      | The Centre in Vancouver for Performing Arts |
| 5 ottobre 2012    | Seattle              | Stati Uniti | Moore Theatre                               |
| 7 ottobre 2012    | Portland             | Stati Uniti | Crystal Ballroom                            |
| 8 ottobre 2012    | Boise                | Stati Uniti | Knitting Factory                            |
| 10 ottobre 2012   | Denver               | Stati Uniti | Paramount Theatre                           |
| 12 ottobre 2012   | Minneapolis          | Stati Uniti | State Theatre                               |
| 13 ottobre 2012   | Chicago              | Stati Uniti | Riviera Theatre                             |
| 15 ottobre 2012   | Toronto              | Canada      | Sound Academy                               |
| 16 ottobre 2012   | Montréal             | Canada      | Métropolis                                  |
| 17 ottobre 2012   | Boston               | Stati Uniti | House of Blues                              |
| 19 ottobre 2012   | Waterbury            | Stati Uniti | Palace Theater                              |
| 20 ottobre 2012   | Filadelfia           | Stati Uniti | Electric Factory                            |
| 22 ottobre 2012   | New York             | Stati Uniti | Terminal 5 SOLD OUT                         |
| 23 ottobre 2012   | Silver Spring        | Stati Uniti | The Fillmore                                |
| 25 ottobre 2012   | Atlanta              | Stati Uniti | The Tabernacle                              |
| 26 ottobre 2012   | Nashville            | Stati Uniti | Ryman Auditorium                            |
| 28 ottobre 2012   | Houston              | Stati Uniti | Bayou Music Center SOLD OUT                 |
| 30 ottobre 2012   | Austin               | Stati Uniti | Stubb's Waller Creek Amphitheatre SOLD OUT  |
| 1º novembre 2012  | Phoenix              | Stati Uniti | Comerica Theatre                            |
| 2 novembre 2012   | Los Angeles          | Stati Uniti | Club Nokia SOLD OUT                         |
| Europa            |                      |             |                                             |
| 9 novembre 2012   | Monaco di Baviera    | Germania    | Kesselhaus                                  |
| 11 novembre 2012  | Esch-sur-Alzette     | Lussemburgo | Rockhal                                     |
| 16 novembre 2012  | Francoforte sul Meno | Germania    | Jahrhunderthalle                            |
| 18 novembre 2012  | Amburgo              | Germania    | CCH1                                        |
| 19 novembre 2012  | Düsseldorf           | Germania    | Mitsubishi Electric Halle                   |
| 21 novembre 2012  | Tilburg              | Paesi Bassi | 013 Club                                    |
| 23 novembre 2012  | Bruxelles            | Belgio      | Forest National                             |
| 26 novembre 2012  | Parigi               | Francia     | Olympia                                     |
| 28 novembre 2012  | Londra               | Regno Unito | O2 Arena                                    |
| 29 novembre 2012  | Nottingham           | Regno Unito | Capital Arena                               |
| 30 novembre 2012  | Liverpool            | Regno Unito | Echo Arena                                  |
| Asia              |                      |             |                                             |
| 3 dicembre 2012   | Tel Aviv             | Israele     | Nokia Hall                                  |
| Nord America      |                      |             |                                             |
| 15 dicembre 2012  | Saint Louis          | Stati Uniti | Peabody Opera House                         |

### Musicisti
- Alanis Morissette – voce/chitarra/armonica
- Julian Coryell, Jason Orme – chitarre
- Michael Farrell – tastiere
- Cedric Lemoyne – basso
- Victor Indrizzo – batteria